# Alexăndrești, Rîșcani
Alexăndrești este satul de reședință al comunei cu același nume  din raionul Rîșcani, Republica Moldova.

## Etimologie
Alexăndreștii reprezintă un oiconim antroponimic (din Alexandru + formația -ești), alexăndreștii însemnând la origine „oameni trăitori pe moșia (în satul) lui Alexandru”. Conform altei ipoteze satul a fost denumit în onoarea țarului rus Alexandru al III-lea.

## Istoria localitații
Satul Alexăndrești a fost menționat documentar în anul 1898. În prejma satului Alexăndrești au fost găsite 4 movile funerare din diferite perioade istorice. Cu circa 3000 ani până la Hristos a existat o așezare umană pe vatra căreia au fost identificate obiecte de uz casnic din epoca neolitică (mileniile IV-III î. Hr.). O altă așezare a fost fondată în anii 1300-1100 î.Hr.

## Geografie
Satul are o suprafață de circa 0,74 kilometri pătrați, cu un perimetru de 4,08 km. Distanța directă până în or. Rîșcani este de 15 km. Distanța directă până în or. Chișinău este de 181 km.

## Demografie
La recensămîntul din anul 2004, populația satului constituia 272 de oameni, dintre care 45,59% - bărbați și 54,41% - femei.

### Structura etnică
Structura etnică a localității conform recensământului populației din 2004:
| Grup etnic                           | Populație | % Procentaj |
| ------------------------------------ | --------- | ----------- |
| Băștinași declarați Moldoveni/Români | 129       | 47,43%      |
| Ucraineni                            | 142       | 52,21%      |
| Altele                               | 1         | 0,37%       |
| Total                                | 272       | 100%        |